# Heavysaurus
Heavysaurus ist eine 2017 gegründete deutsche Heavy-Metal-Band, die auf dem Konzept der 2009 ins Leben gerufenen finnischen Band Hevisaurus basiert.

## Geschichte
Das Konzept von Heavysaurus geht auf das 2009 gegründete Musikprojekt des Thunderstone-Schlagzeugers Mirka Rantanen zurück, der eine kindgerechte Metal-Band für seinen damals fünfjährigen Sohn wollte, welcher sich zu diesem Zeitpunkt für Metallica, Guns n’ Roses und Iron Maiden interessierte, wodurch etwas später die Band Hevisaurus entstehen sollte.
Nach einigen Jahren beschloss das Musiklabel Sony Music, das Konzept auf internationaler Ebene umzusetzen, sodass im Jahr 2017 das deutsche Pendant unter dem Namen Heavysaurus ins Leben gerufen wurde. Frank Ramond, der bereits mit Udo Lindenberg und Roger Cicero arbeitete, übersetzte die finnischen Lieder ins Deutsche, und Michael Voss von der Band Mad Max vertonte diese unter dem Pseudonym Mr. Heavysaurus als Sänger. Live verkörpert Frank Beck (Gamma Ray) den Frontsänger Mr. Heavysaurus, Christof Leim als Gitarrist den Charakter „Riffi Raffi“, Keyboarderin „Milli Pilli“ wird durch Mathias Brede, Bassist „Muffi Puffi“ durch Jürgen Steinmetz (Sons of Seasons) und Schlagzeuger „Komppi Momppi“ durch Philipp Klinger (The New Black) dargestellt.
Am 18. Mai 2018 wurde das erste Album Rock'n'Rarr bei Europa Kinderwelt, das zu Sony Music Entertainment gehört, veröffentlicht.
Heavysaurus spielten beim Werner-Rennen 2018 auf dem Flugplatz Hartenholm sowie im Dezember in mehreren deutschen Städten, wobei Auftritte auf dem Mittelalter-Festival MPS in Dortmund und 2019 in Bückeburg absolviert wurden. Im Sommer 2018 war die Band auf der Kieler Woche und auf dem Rock of Ages zu sehen.
Am 16. Dezember 2023 erfolgte der erste von drei Auftritten in Wien in der Arena.

## Musik und Konzept
Laut Dominik Rothe, der für das Onlineportal Metal.de das Album Rock’n’Rarr besprach, erinnert die Musik an die früheren Anime-Soundtracks zu Serien wie Pokémon oder Digimon. Hinter den Pseudonymen verstecken sich echte Profi-Musiker wie etwa Michael Voss von Mad Max. Während Heavysaurus Tag (Dinolied) eine Coverversion von Fliegerlied (So ein schöner Tag) von Donikkl mit verändertem, auf Metal umgemünzten Text darstellt, Dinos spielen… eine Neuinterpretation des Kinderliedes Drei Chinesen mit dem Kontrabass darstellt, erreicht das Stück Rarrr Heavy-Metal-Epic à la Manowar, während Heavy Twister an Talk Dirty to Me von Poison erinnert.
Heavysaurus verwenden in der Musik auch Anleihen des Symphonic Metal, die bei etwas bombastischerer Produktion an Kamelot oder Avantasia erinnern könnten. Laut einer Kurzbesprechung auf der Webpräsenz der Westfälischen Nachrichten beinhaltet die Musik starke Riffs und Soli, einen pumpenden Bass, wirbelnde Drums und einprägsame Liedtexte. Musikalisch erinnert die Musik an AC/DC und Steel Panther.
Die Lieder sind, mit Ausnahme der zehnminütigen, als Hörspiel gestalteten Einleitung, zwischen zwei und vier Minuten lang, was der Aufmerksamkeitsspanne der Kinder zugutekommt. Das Hörspiel ist kindgerecht erzählt, weist eine amüsante Erzählweise auf und geht gezielt auf die Charaktere – vier Dinos und ein Drache – ein. Die Liedtexte sind mit Blick auf die Zielgruppe, deren Alter zwischen drei und zehn Jahren liegt, simpel gehalten.
Die Kostüme (vier Dinosaurier und ein Drache) sind schwer und beschränken das Gesichtsfeld der Musiker.
Wie beim finnischen Original-Projekt wird auch bei Auftritten des deutschen Ablegers auf eine kindgerechte Lautstärke geachtet, sodass diese maximal bei 85 Dezibel liegt. Die fünf Musiker treten sowohl in ihren Musikvideos als auch bei Livekonzerten und Autogrammstunden in Dinokostümen auf.

## Bildergalerie

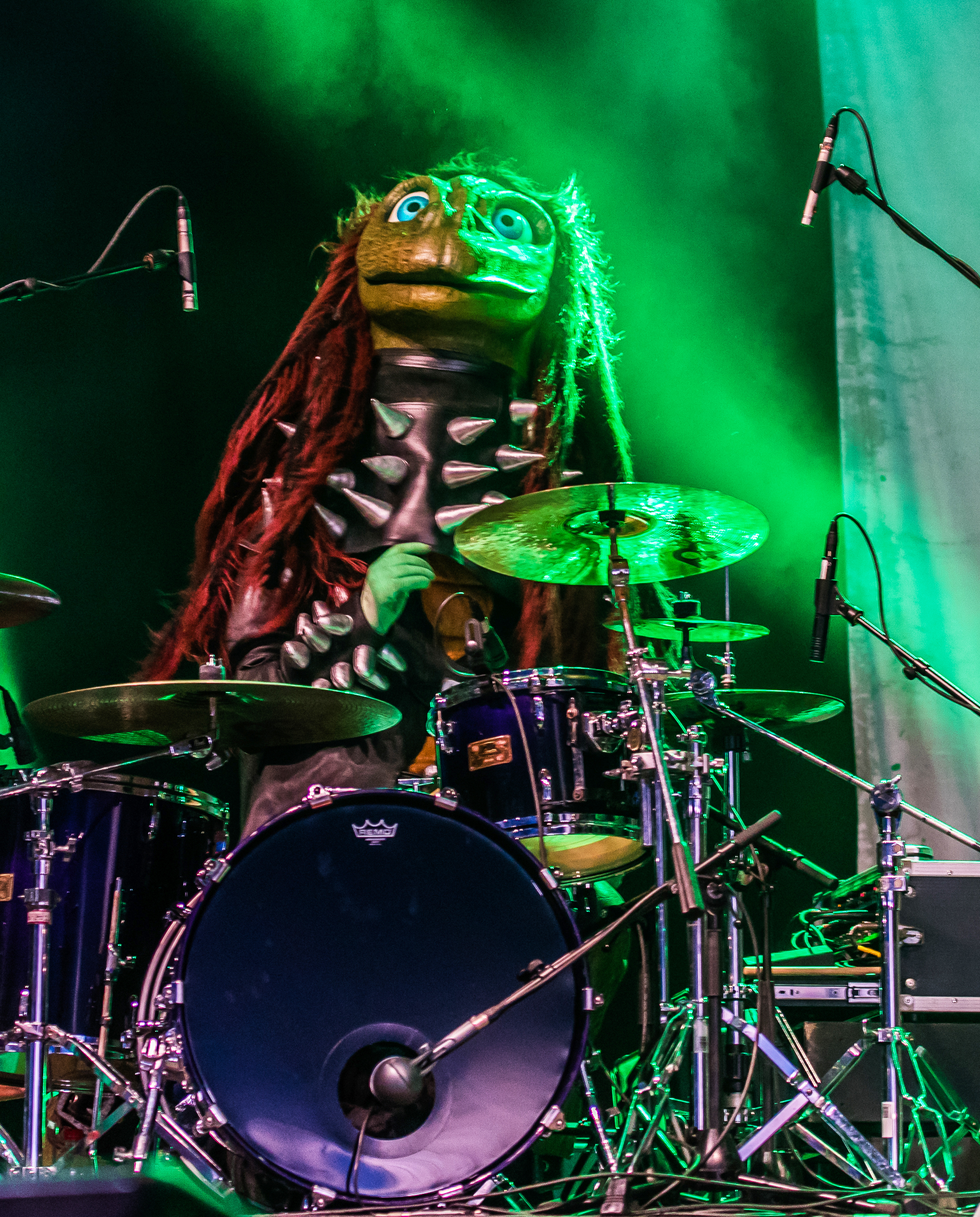
„Komppi Momppi“ – Schlagzeug, 2018.
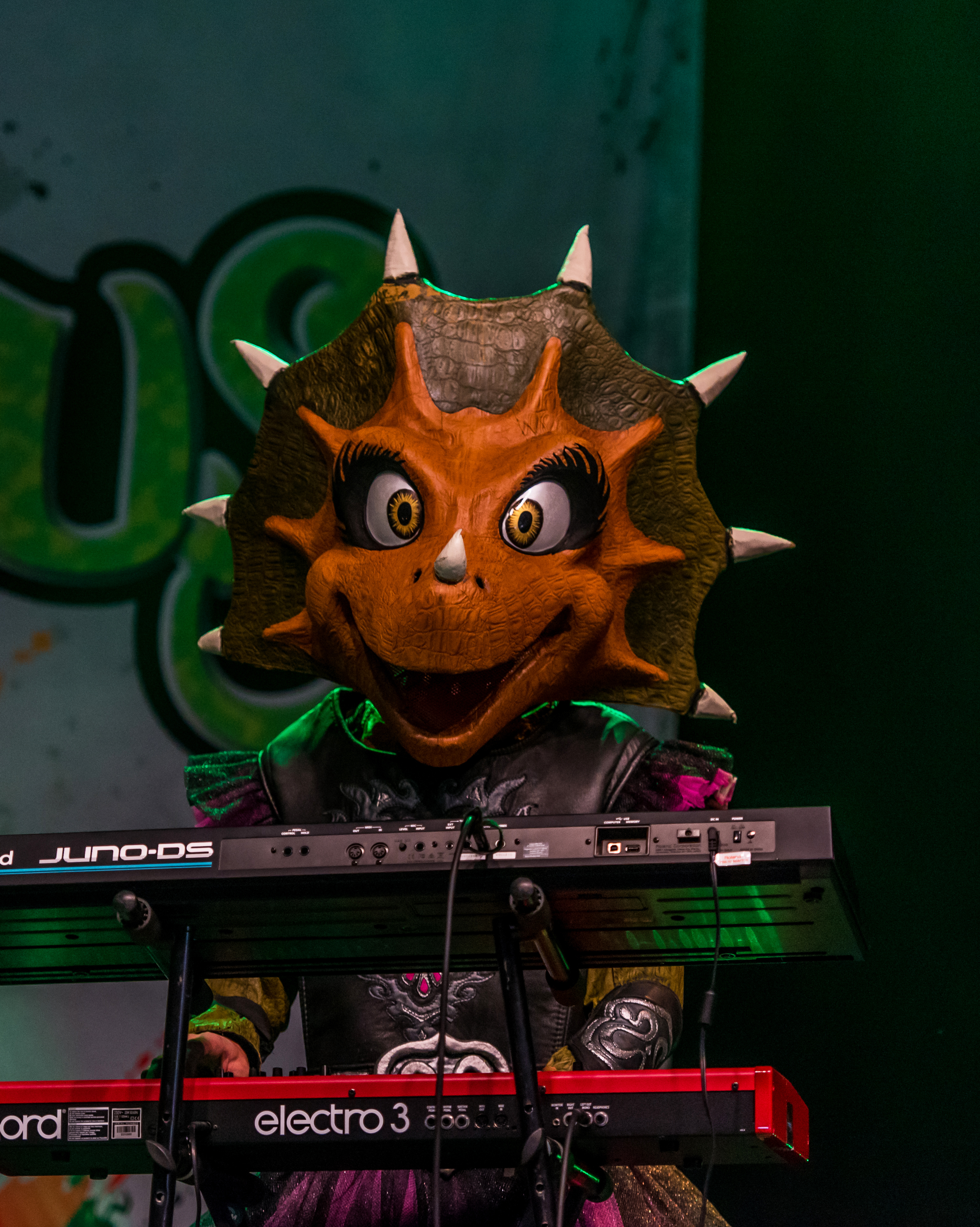
„Milli Pilli“ – Keyboard, 2018.
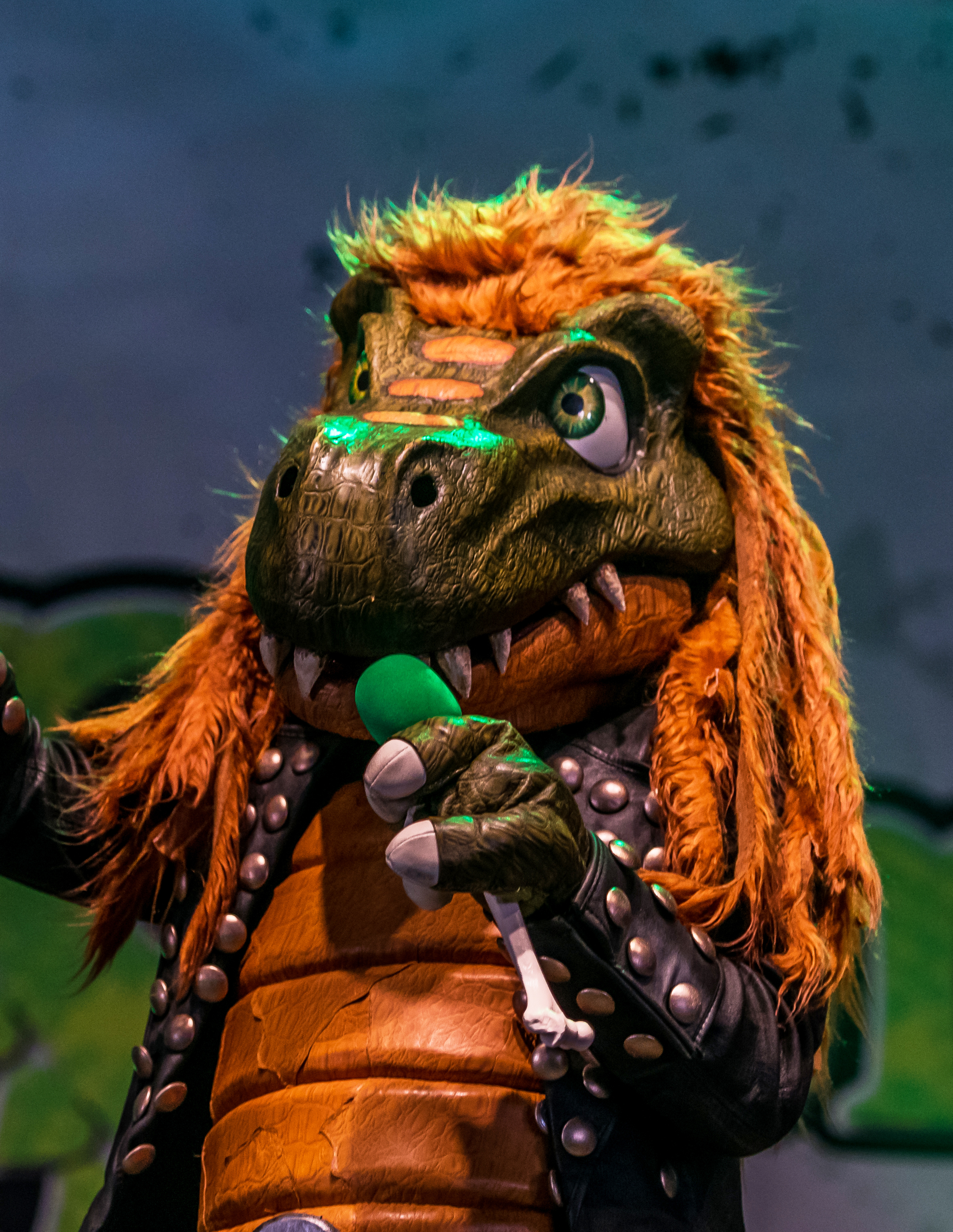
„Mr. Heavysaurus“ – Gesang, 2018.
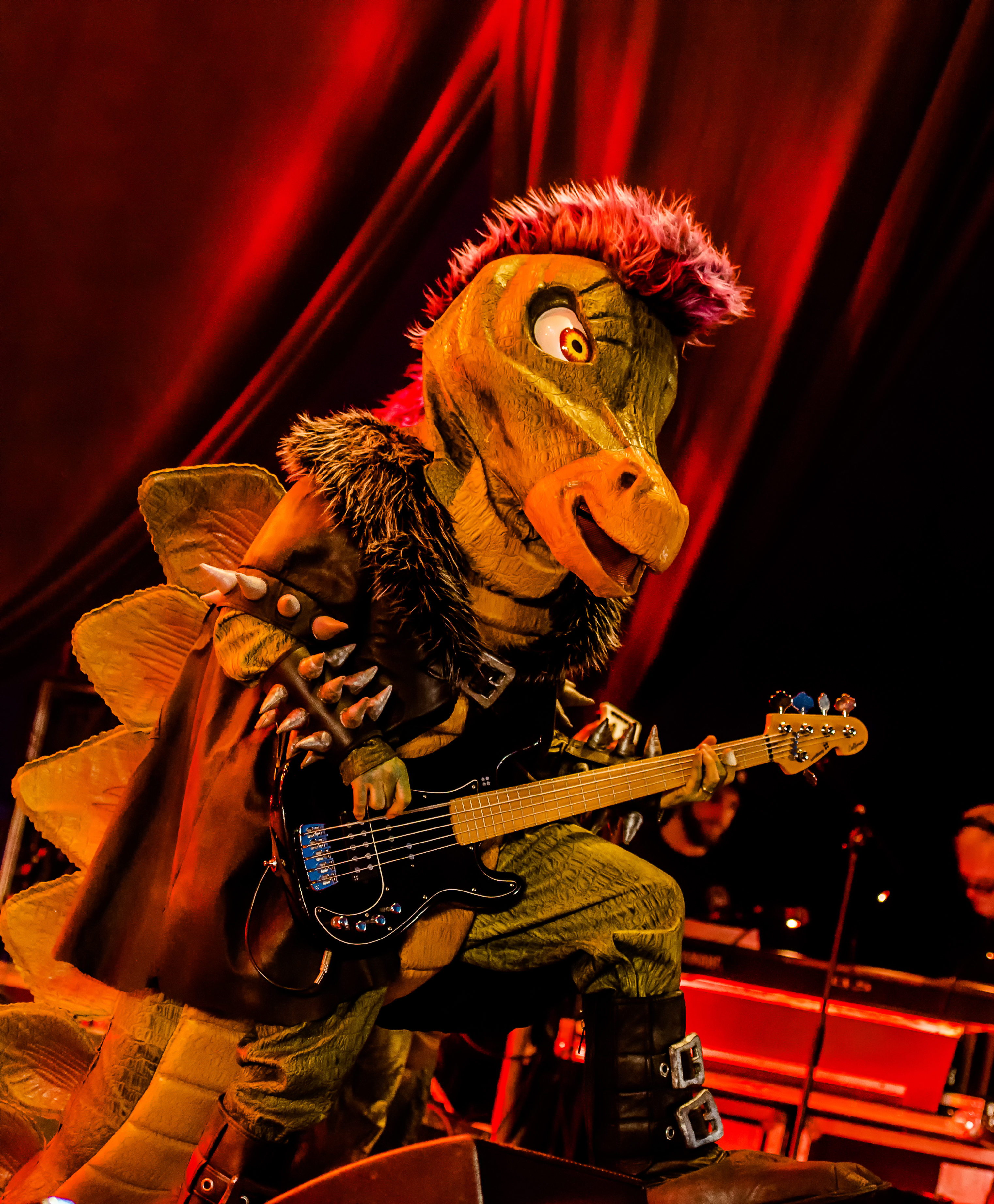
„Muffi Puffi“ – E-Bass, 2018.
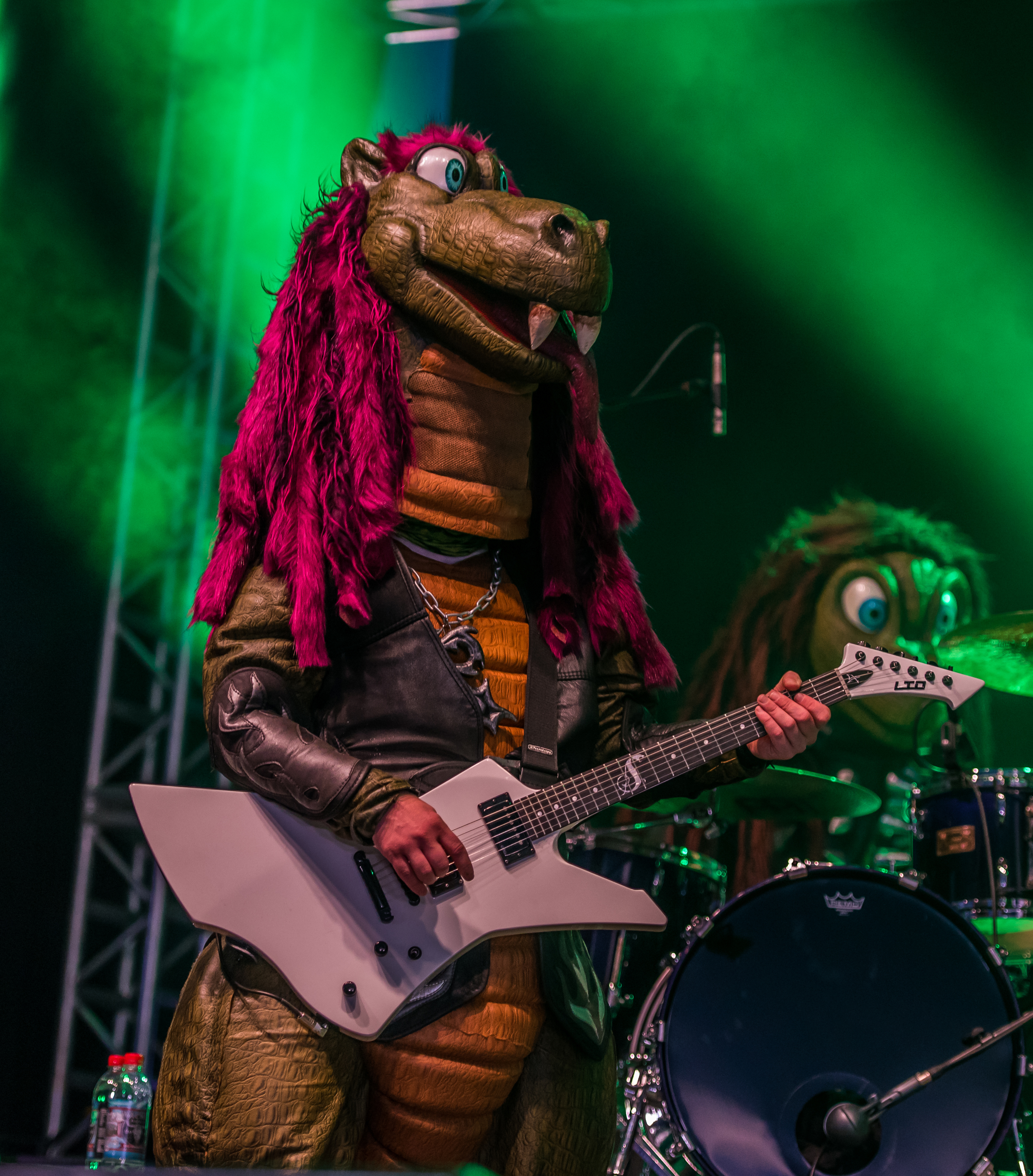
„Riffi Raffi“ – E-Gitarre, 2018.

## Diskografie
- 2018: Rock ’n’ Rarr (Album, Europa Kinderwelt, Sony Music Entertainment)
- 2020: Retter der Welt (Album, Europa Kinderwelt, Sony Music Entertainment)
- 2024: Pommesgabel (Album, Europa Kinderwelt, Sony Music Entertainment)